# 六分儀座30
六分儀座30，又名BD-22 4881，HD 174309、SAO 187342、HR 7088，是六分儀座的一颗恒星，视星等为6.61，位于銀經12.95，銀緯-9.78，其B1900.0坐标为赤經18h 44m 49.8s，赤緯-22° -9.78′ 36″。